# Franklin National Bank

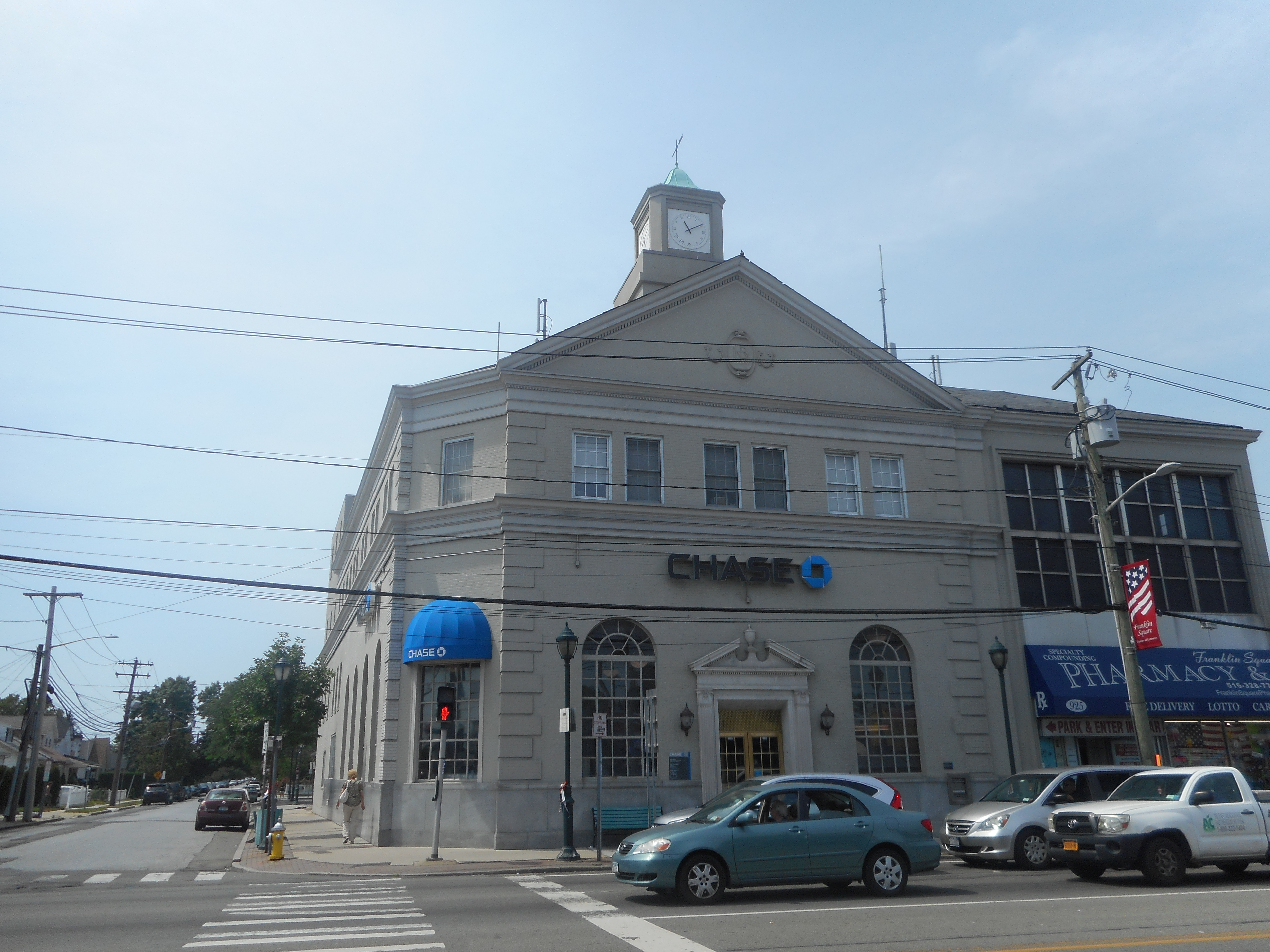
Franklin National Bank

O Franklin National Bank, com sede em Franklin Square, em Long Island, Nova York, já foi o 20º maior banco dos Estados Unidos. Em 8 de outubro de 1974, desmoronou em circunstâncias obscuras, envolvendo Michele Sindona, renomado banqueiro da máfia e membro da loja maçônica irregular Propaganda Due. Foi na época a maior falência bancária da história do país.